# مقياس الزمن البحري

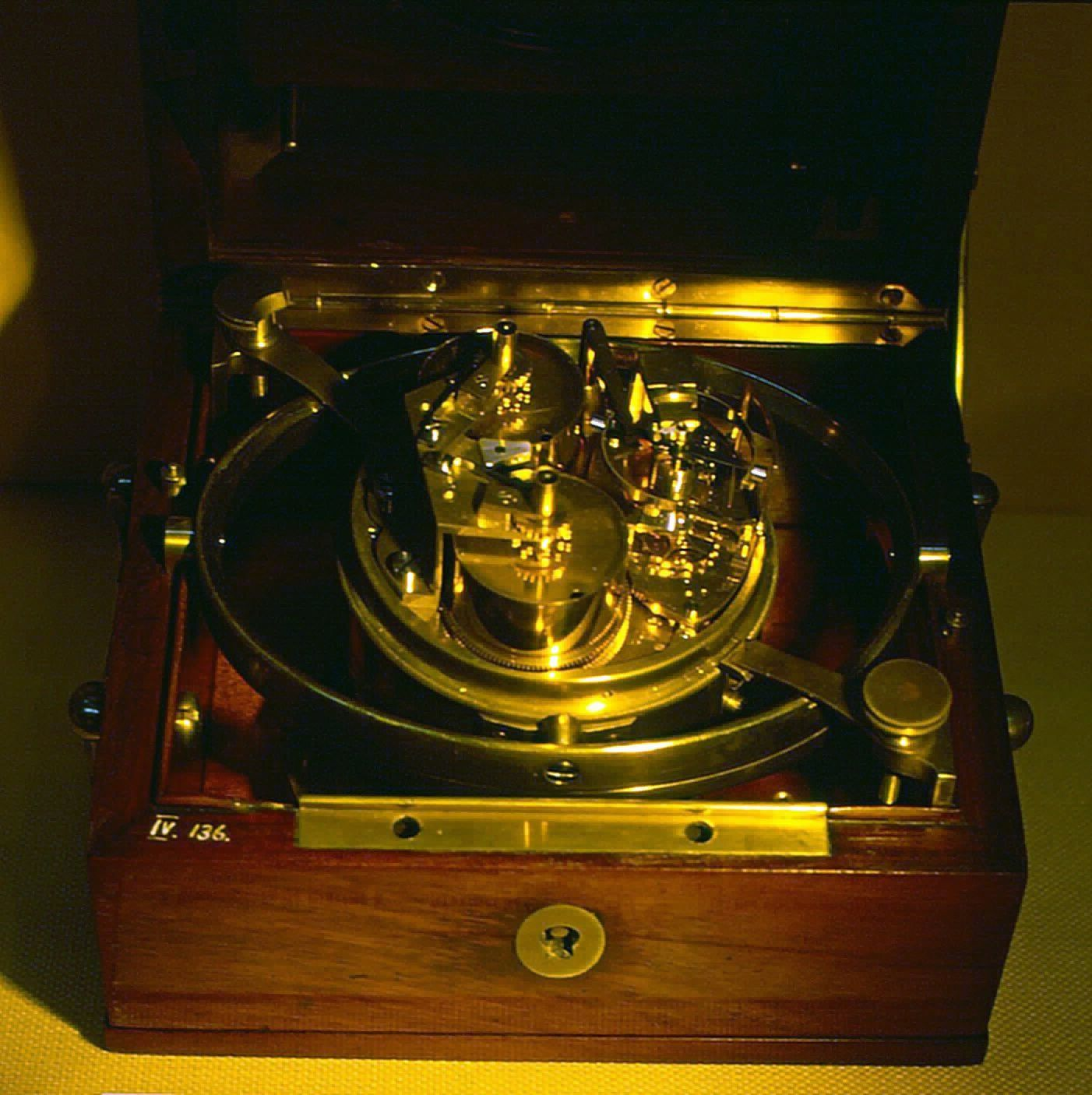
مقياس زمن بحري من نوع "بريجيه"

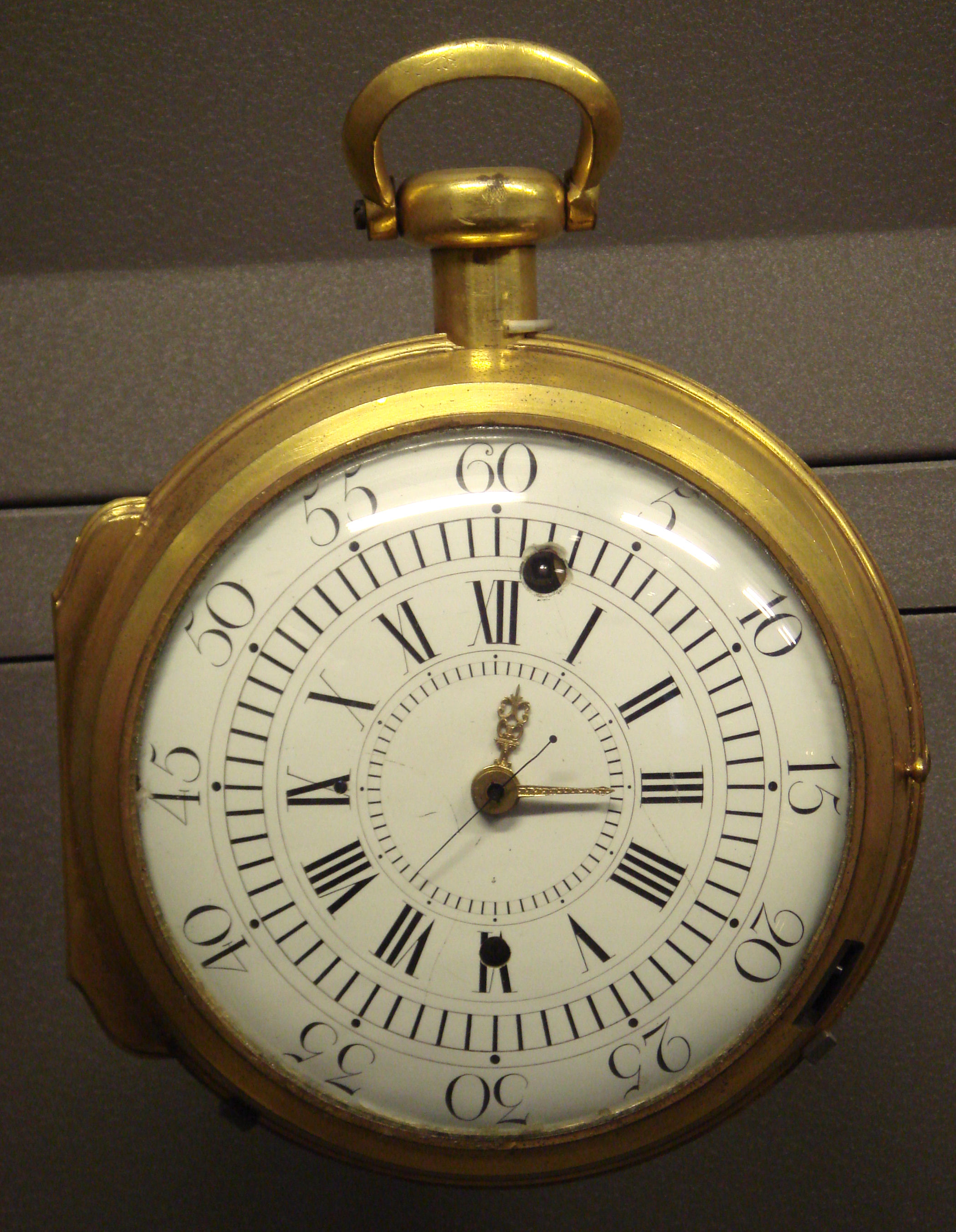
مقياس الزمن البحري الثالث لفردناند بيرتهود، الذي يرجع تاريخه لعام 1763.

مقياس الزمن البحري أو الكرونومتر البحري هو ساعة على درجة من الدقة الكافية التي تسمح باستخدامها مقياسًا زمنيًّا محمولًا، فيمكن بها تحديد مواقع خطوط الطول الجغرافي عن طريق الملاحة الفلكية. عند اختراعها في القرن الثامن عشر، كانت تعد من الإنجازات التقنية الكبرى، كجهاز دقيق يمكن من خلاله تحديد الوقت في الرحلات البحرية الطويلة، مما يسهّل من مهمة الملاحين. أول كرونومتر كان من صنع جون هاريسون, الذي قضى 31 عامًا في اختبار وتجربة جهازه الذي أدى لحدوث ثورة في الملاحة البحرية سرّعت من حركة عصر الاستكشاف والاستعمار.
في البداية، كان لفظ كرونومتر يشير للكرونومترات البحرية، ومع الوقت أصبح اللفظ يشير أيضًا إلى ساعة الكرونومتر وهي ساعة يد ذات معايير دقيقة لقياس الوقت وضعتها الوكالة السويسرية لاختبار الكرونومترات (COSC).